# Cupra Formentor
De Cupra Formentor is een auto van Cupra. Deze plug-inhybride is het eerste model van het merk dat volledig is ontwikkeld door en exclusief ontworpen voor Cupra.